# Vindmølleindustrien
Vindmølleindustrien er en interesse- og brancheorganisation med mere end 250 medlemmer primært fra Danmark. Brancheorganisationen favner både vindmøllefabrikanter, energiselskaber og den brede skare af virksomheder, der leverer komponenter til vindmøller, samt service og rådgivning på vindenergiområdet.
Vindmølleindustrien er medstifter af State of Green (det tidligere Klimakonsortiet)